# Kasachische Frauen-Rugby-Union-Nationalmannschaft
Die kasachische Frauen-Rugby-Union-Nationalmannschaft ist die Nationalmannschaft Kasachstans in der Sportart Rugby Union und repräsentiert das Land bei allen Länderspielen (Test Matches) der Frauen. Sie wird meist als Nomads bezeichnet. Die organisatorische Verantwortung trägt die Kazakhstan Rugby Union (KRU). Kasachstan gilt, zusammen mit Hongkong, traditionellerweise als eine der stärksten Nationalmannschaften Asiens nach Japan. Traditionell spielt Kasachstan in gelben Trikots mit blauen Hosen und gelben Socken.
1993 bestritt Kasachstan sein erstes Test Match gegen Deutschland. Kasachstan nahm bisher an sechs Weltmeisterschaften teil und erreichte bei den Turnieren 1994 und 1998 mit dem neunten Platz sein bestes Ergebnis. Seit 2007 nimmt Kasachstan an der Asienmeisterschaft teil und gewann bisher fünf Titel.

## Organisation
Verantwortlich für die Organisation von Rugby Union in Kasachstan ist die Kazakhstan Rugby Union (KRU). Der Verband wurde 1993 gegründet und 1997 Vollmitglied des International Rugby Football Board (IRFB; heute World Rugby). Die KRU ist außerdem seit 1993 Mitglied des 1968 gegründeten Kontinentalverbandes Asian Rugby Football Union (ARFU; heute Asia Rugby).

## Geschichte
Kasachstan nahm zwischen 1994 und 2014 an sechs Weltmeisterschaften teil. Außerdem gewannen sie die Asia Women's Four Nations 2014 in Hongkong. Zwischen der WM 2014 und 2019 spielten die Kasachinnen lediglich vier Test Matches. Sie gewannen in der Asia Rugby Women's Championship 2019 gegen die Chinesinnen und qualifizierten sich damit für die Asia Rugby Women's Championship 2020.
Die Asia Rugby Women's Championship 2020 wurde zweimal verschoben bevor das Turnier aufgrund der weltweiten COVID-19-Pandemie schließlich abgesagt werden musste. Als einziger Gegner verblieb Hongkong, das sich schlussendlich aber aus Pandemiegründen ebenfalls aus dem Turnier zurückzog. Damit qualifizierten sie sich für die Repechage, in der sie auf Kolumbien trafen, jedoch mit 10:18 unterlagen.
Nach zwei aufeinanderfolgenden Niederlagen gegen Hongkong im Dezember 2022 rutschte Kasachstan vom 15. auf den 20. Platz der World-Rugby-Weltrangliste ab.

## Trikot und Spitzname
Kasachstan spielt traditionell in gelben Trikots mit blauen Hosen und gelben Socken. Das Auswärtstrikot ist blau mit dunkelblauen Hosen und blauen Socken. Der Spitzname der Nationalmannschaft lautet Nomads.

## Test Matches
Kasachstan hat 37 seiner bisher 77 Test Matches gewonnen, was einer Gewinnquote von 48,05 % entspricht. Die Statistik der Test Matches Kasachstans gegen alle Nationen, alphabetisch geordnet, ist wie folgt (Stand: 19. Januar 2025):
| Land               | Spiele | Gewonnen | Unent- schieden | Verloren | % Siege |
| ------------------ | ------ | -------- | --------------- | -------- | ------- |
| Deutschland        | 4      | 3        | 0               | 1        | 75,00   |
| England            | 3      | 0        | 0               | 3        | 0,00    |
| Fidschi            | 1      | 0        | 0               | 1        | 0,00    |
| Frankreich         | 3      | 0        | 0               | 3        | 0,00    |
| Hongkong           | 7      | 4        | 0               | 3        | 57,14   |
| Irland             | 6      | 3        | 0               | 3        | 50,00   |
| Italien            | 2      | 2        | 0               | 0        | 100,00  |
| Japan              | 10     | 7        | 0               | 3        | 70,00   |
| Kanada             | 2      | 0        | 0               | 2        | 0,00    |
| Kenia              | 1      | 1        | 0               | 0        | 100,00  |
| Kolumbien          | 1      | 0        | 0               | 1        | 0,00    |
| Neuseeland         | 1      | 0        | 0               | 1        | 0,00    |
| Niederlande        | 2      | 2        | 0               | 0        | 100,00  |
| Russland           | 4      | 1        | 0               | 3        | 25,00   |
| Samoa              | 3      | 0        | 0               | 3        | 0,00    |
| Schottland         | 1      | 0        | 0               | 1        | 0,00    |
| Schweden           | 4      | 3        | 0               | 1        | 75,00   |
| Singapur           | 2      | 2        | 0               | 0        | 100,00  |
| Spanien            | 2      | 0        | 0               | 2        | 0,00    |
| Südafrika          | 4      | 1        | 0               | 3        | 25,00   |
| Thailand           | 1      | 1        | 0               | 0        | 100,00  |
| Usbekistan         | 2      | 2        | 0               | 0        | 100,00  |
| Vereinigte Staaten | 2      | 0        | 0               | 2        | 0,00    |
| Wales              | 5      | 2        | 0               | 3        | 40,00   |
| Gesamt             | 77     | 37       | 0               | 40       | 48,05   |

## Erfolge

### Weltmeisterschaften
Kasachstan hat sich bisher für sechs Weltmeisterschaften qualifiziert. Das beste Resultat war der neunte Platz bei den Turnieren 1994 und 1998.
| Jahr | Resultat           | Spiele             | Siege              | Unent.             | Ndlg.              | +/-                | Punkte             |
| ---- | ------------------ | ------------------ | ------------------ | ------------------ | ------------------ | ------------------ | ------------------ |
| 1991 | nicht teilgenommen | nicht teilgenommen | nicht teilgenommen | nicht teilgenommen | nicht teilgenommen | nicht teilgenommen | nicht teilgenommen |
| 1994 | 9. Platz           | 5                  | 3                  | 0                  | 2                  | 91:69              | –                  |
| 1998 | 9. Platz           | 5                  | 4                  | 0                  | 1                  | 109:57             | –                  |
| 2002 | 11. Platz          | 4                  | 2                  | 0                  | 2                  | 72:58              | 4                  |
| 2006 | 11. Platz          | 5                  | 1                  | 0                  | 4                  | 70:114             | 0                  |
| 2010 | 11. Platz          | 5                  | 1                  | 0                  | 4                  | 25:203             | 0                  |
| 2014 | 12. Platz          | 3                  | 0                  | 0                  | 3                  | 22:215             | 0                  |
| 2017 | nicht teilgenommen | nicht teilgenommen | nicht teilgenommen | nicht teilgenommen | nicht teilgenommen | nicht teilgenommen | nicht teilgenommen |
| 2021 | nicht qualifiziert | nicht qualifiziert | nicht qualifiziert | nicht qualifiziert | nicht qualifiziert | nicht qualifiziert | nicht qualifiziert |
| 2025 | nicht qualifiziert | nicht qualifiziert | nicht qualifiziert | nicht qualifiziert | nicht qualifiziert | nicht qualifiziert | nicht qualifiziert |
| 2029 | noch ausstehend    | noch ausstehend    | noch ausstehend    | noch ausstehend    | noch ausstehend    | noch ausstehend    | noch ausstehend    |
| 2033 | noch ausstehend    | noch ausstehend    | noch ausstehend    | noch ausstehend    | noch ausstehend    | noch ausstehend    | noch ausstehend    |

### Asienmeisterschaften
Kasachstan nimmt seit 2007 an den jährlichen Asienmeisterschaften teil und gewann seitdem fünf Turniere.
- Turniersiege (5): 2007, 2008, 2012, 2013, 2014

## Spielerinnen

### Aktueller Kader
Die folgenden Spielerinnen bildeten den Kader während der WM-Qualifikation 2021:
| Hintermannschaft (backs) - Moldir Aschkat - Xeniya Kim - Aljona Drobowskaja - Milana Alajewa - Swetlana Malezhina - Blazhan Akhbajewa - Darja Simakowa - Anastassija Khodus - Jekaterina Ardaschirowa - Anna Melnikowa - Amina Tulegenowa - Diana Abischewa - Jelena Jurowa - Swetlana Obukhoja | Stürmerinnen (forwards) - Veronika Stepanuyga - Nigora Nurmatowa - Alina Askerowa - Daiana Kazibekowa - Galina Krassawina - Jekaterina Kamenkowa - Kundjzaj Baktjbajewa - Anzhelika Pichugina - Akzharkjnaj Zholdaspajewa - Balzhan Koishibajewa - Darja Tkachjowa - Lyudmila Scherer - Karina Sazintowa - Natalja Kamendrowskaja - Lilija Kibischewa - Adina Makhsutowa |

### Bekannte Spielerinnen
Bisher ist noch keine kasachische Spielerin in die World Rugby Hall of Fame aufgenommen worden.